# Zazpi Kaleak
Zazpi Kaleak en basque et officiellement (Le Casco Viejo ou Las Siete Calles en espagnol) est le quartier le plus ancien et le noyau originaire de la ville de Bilbao en Biscaye, Espagne. Il fait partie du 5e district d'Ibaiondo. La Cathédrale de Bilbao et les églises de San Antón, San Nicolás et Santos Juanes se situent dans ce quartier.

## Les sept rues
Les sept rues qui, historiquement, ont formé Zazpi Kaleak sont:

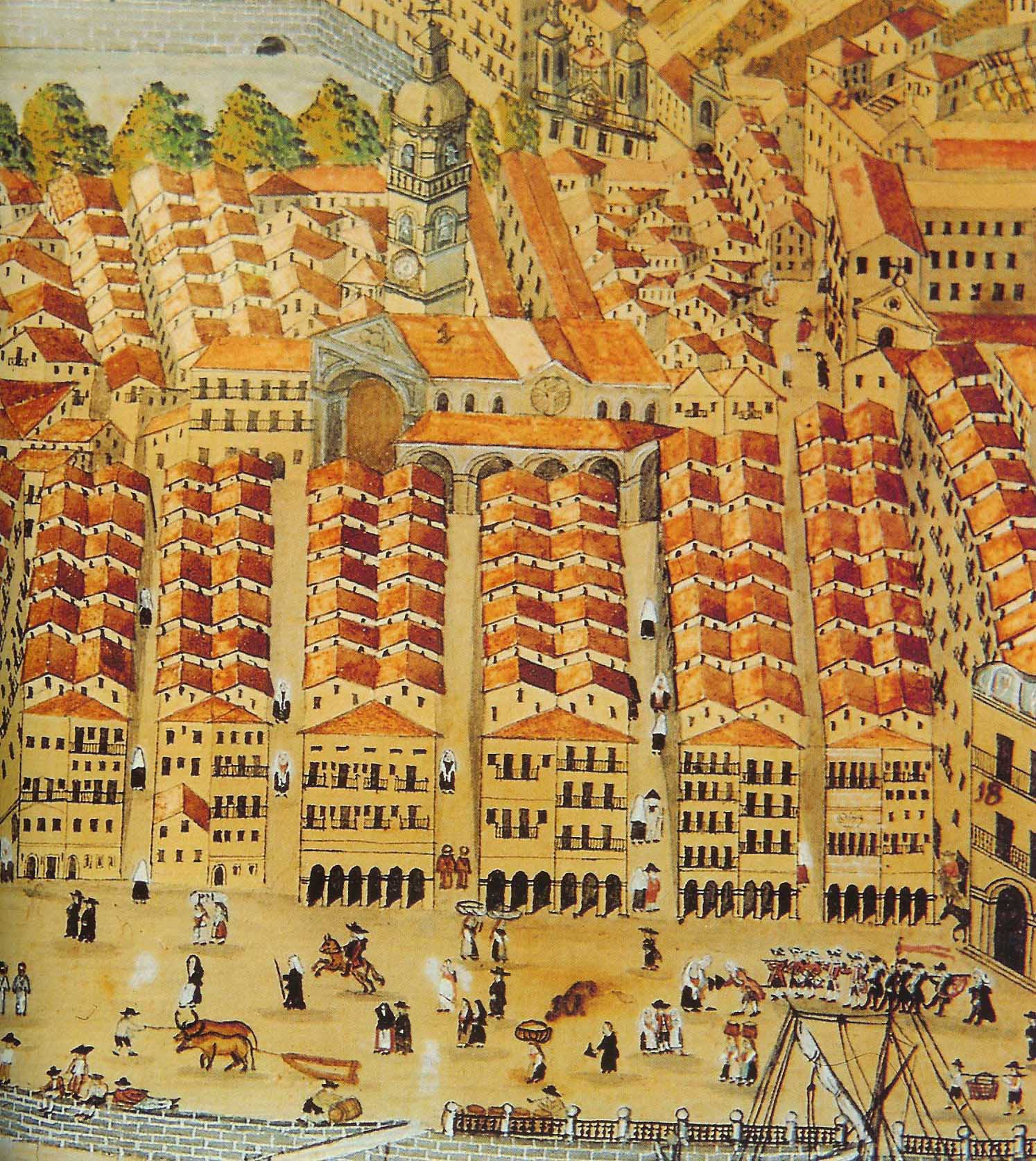
Zazpi Kaleak au XVIIIe siècle.

- Somera
- Artecalle
- Tendería
- Besticalle
- Carnicería Vieja
- Barrencalle
- Barrencalle Barrena

## Métro de Bilbao
- Station de Casco Viejo

## EuskoTren
- Station de Casco Viejo

## EuskoTran
- Station d'Arriaga

## Galerie

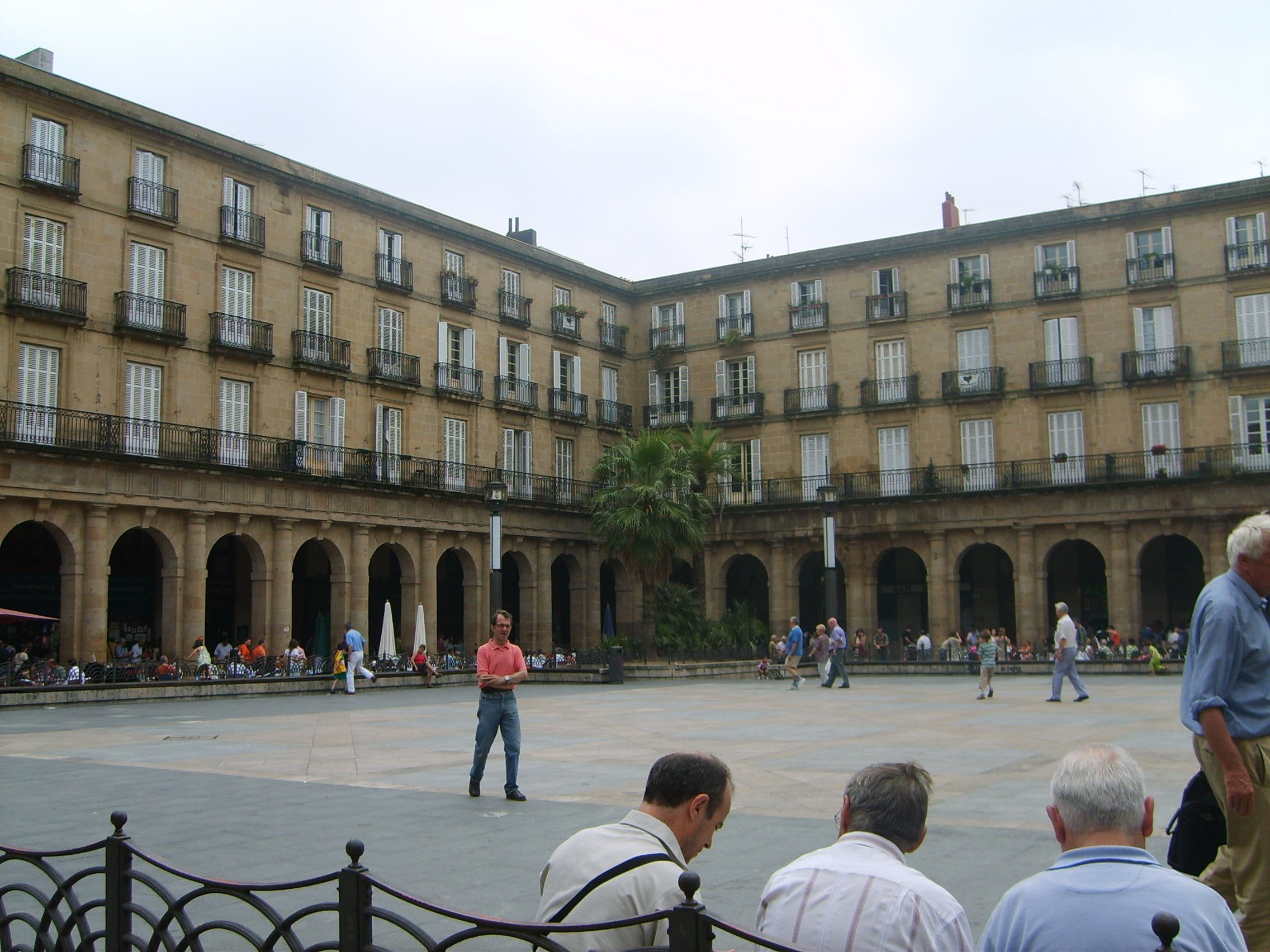
Plaza Nueva
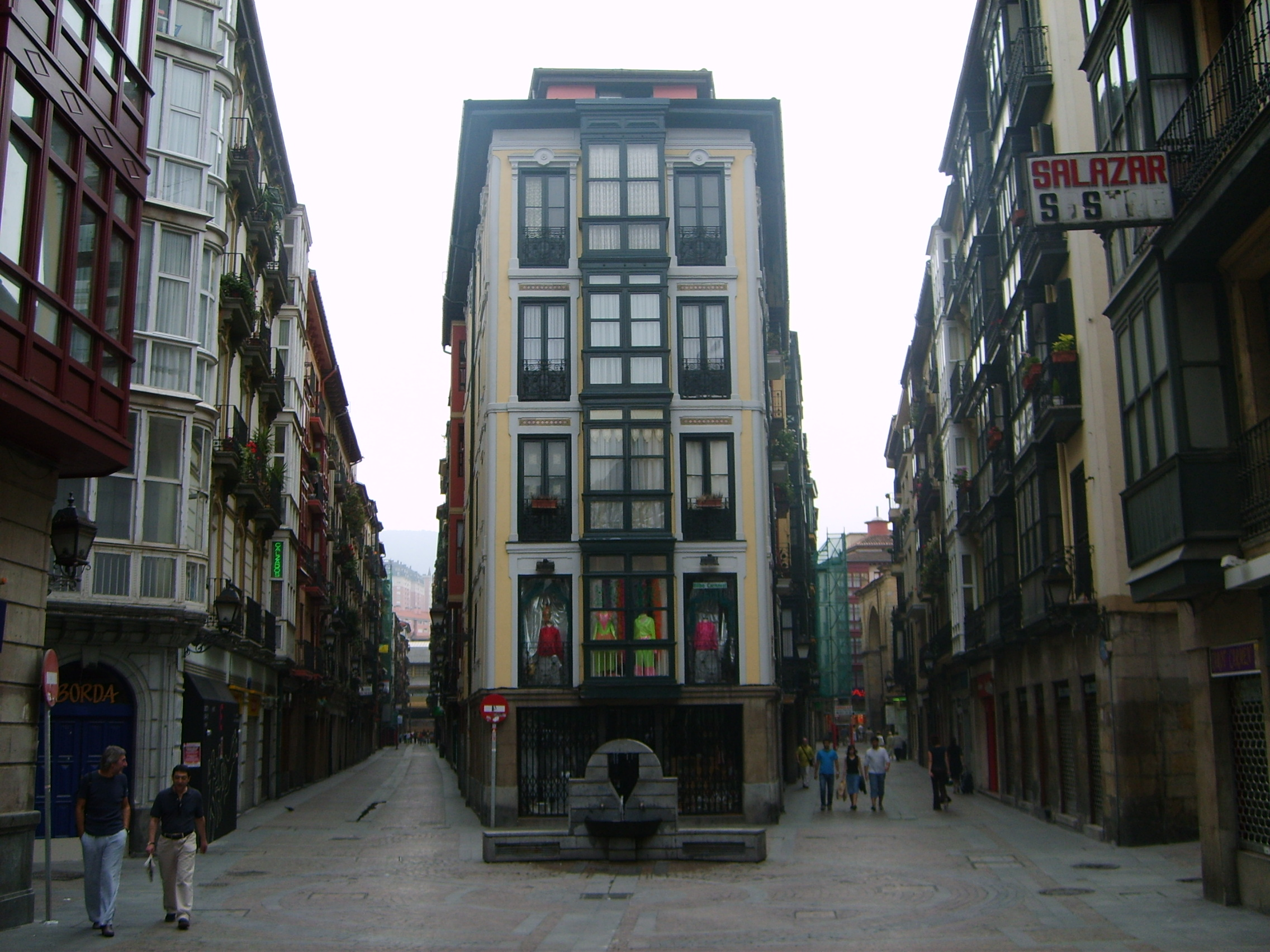
Casco viejo, Portal de Zamudio
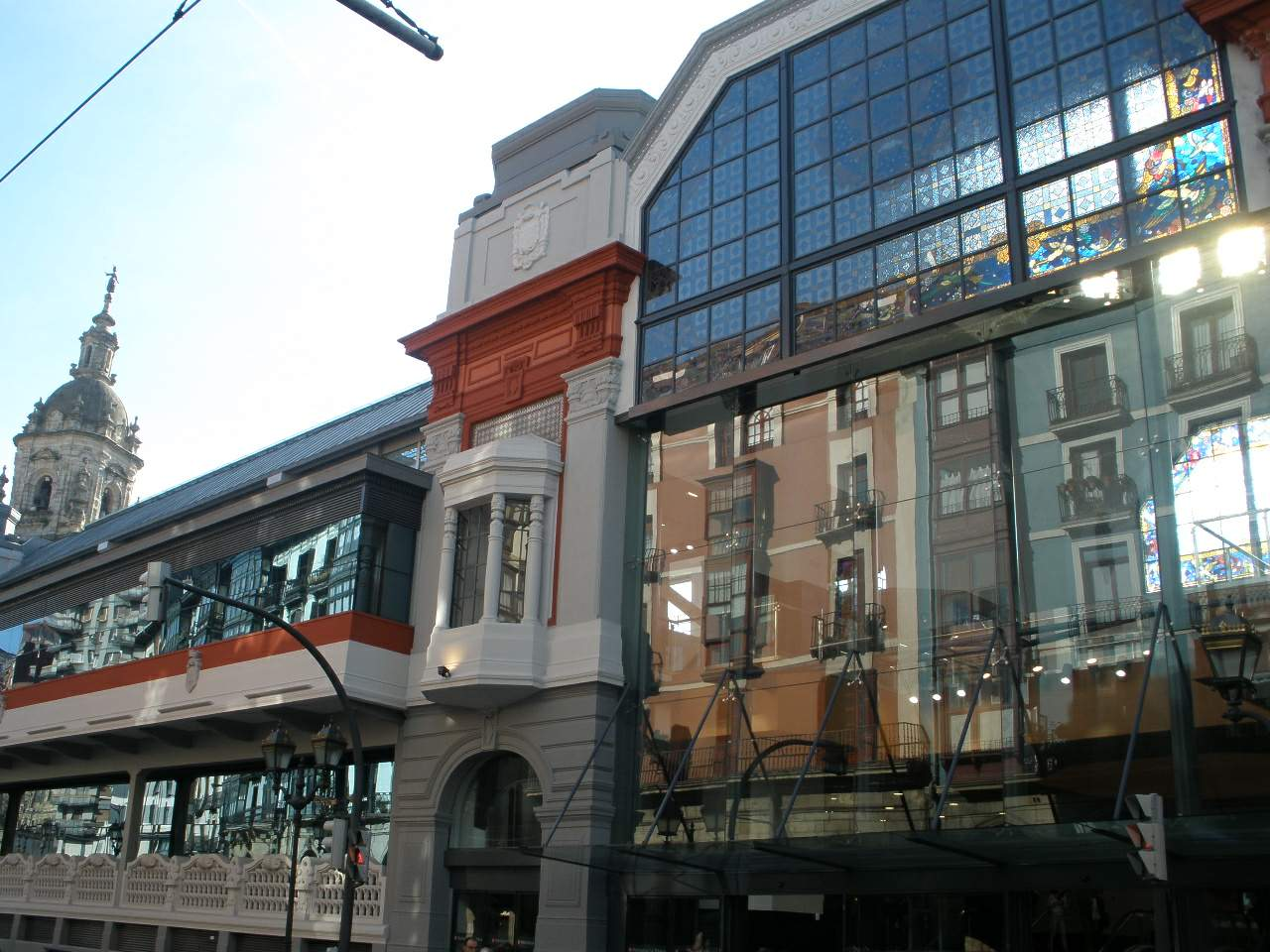
The market Mercado de la Ribera
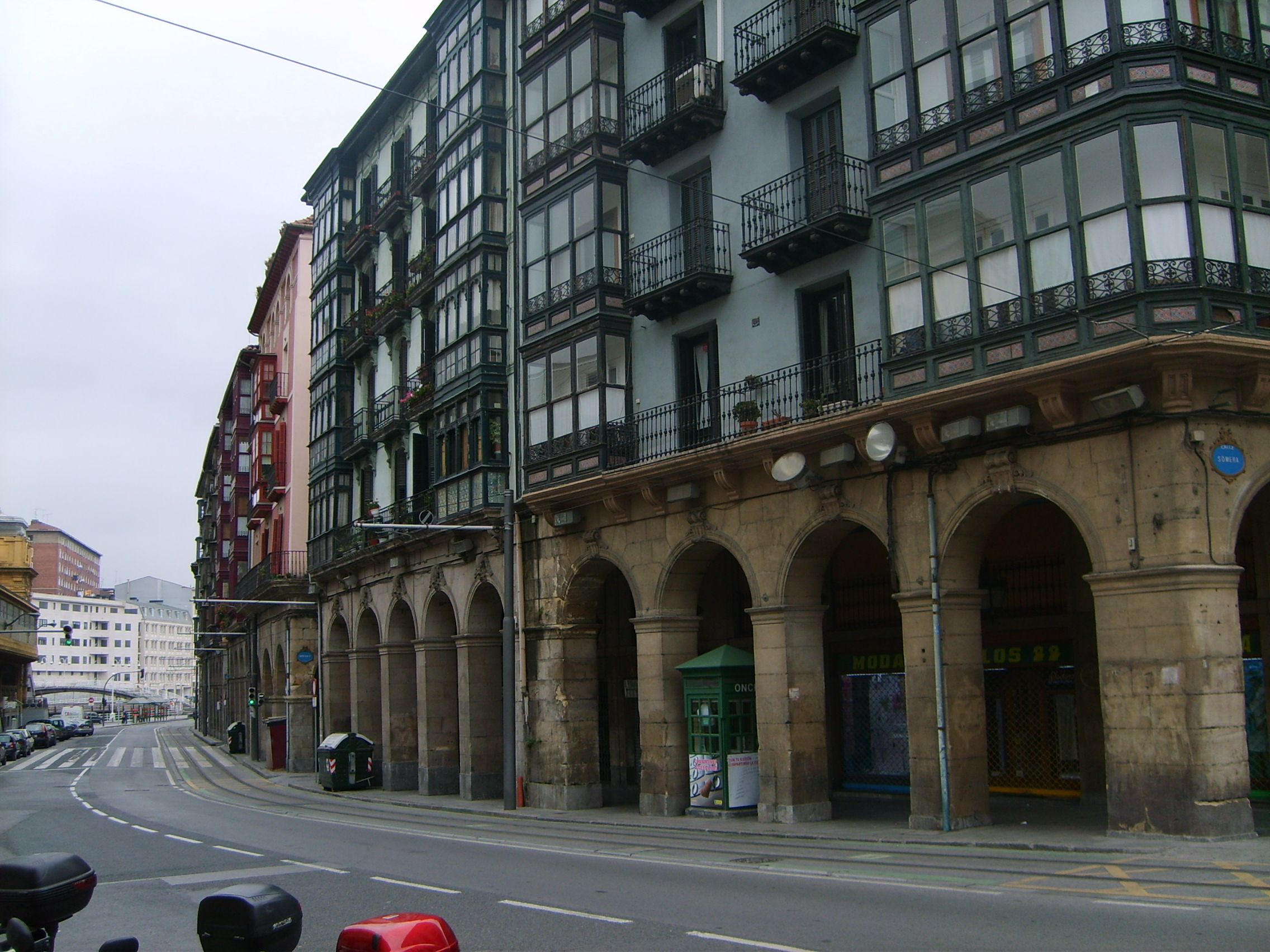
La Ribera
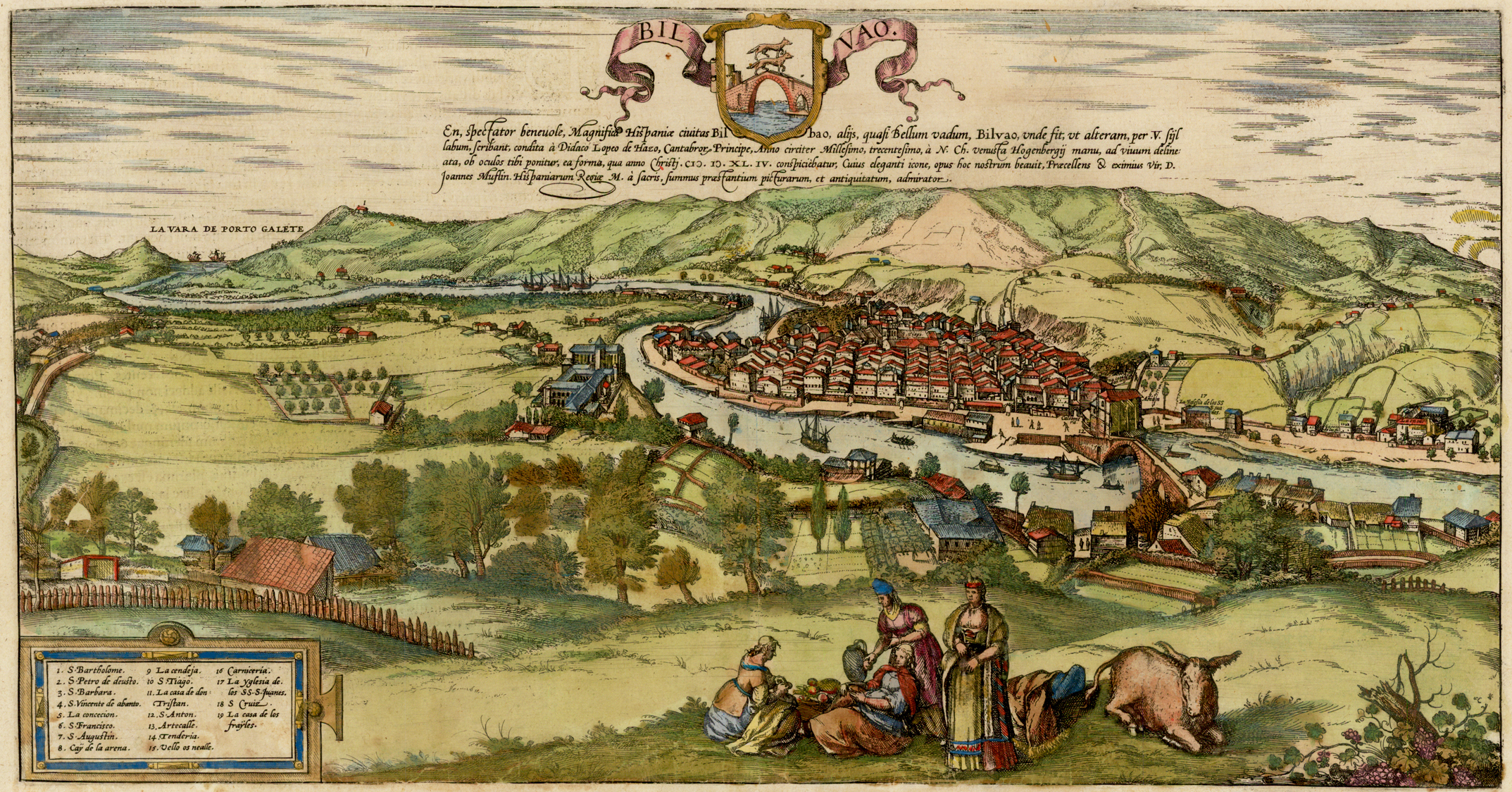
La cité médiévale en 1575

## Personnalités liées au quartier
- Jesús Arámbarri
- Juan Crisóstomo de Arriaga
- Pedro Arrupe
- Miguel de Unamuno
- Xabier Etxebarrieta ou Txabi Etxebarrieta

### Sources
- (es) Cet article est partiellement ou en totalité issu de l’article de Wikipédia en espagnol intitulé « Casco Viejo (Bilbao) » (voir la liste des auteurs).

- (eu) Cet article est partiellement ou en totalité issu de l’article de Wikipédia en basque intitulé « Zazpikaleak » (voir la liste des auteurs).

- (en) Cet article est partiellement ou en totalité issu de l’article de Wikipédia en anglais intitulé « Casco Viejo » (voir la liste des auteurs).